# August Hosius
August Hermann Joseph Franz Hosius (* 23. Oktober 1825 in Werne; † 10. Mai 1896 in Münster) war ein deutscher Geologe und Paläontologe.

## Leben
August Hosius wurde 1825 in Werne als Sohn des Gerichtsassessors Friedrich Hosius (1785–1858) und seiner Frau Henriette, geb. Teesing (1787–1867), geboren und war ein Bruder des Richters Clemens Hosius. Er besuchte vier Jahre lang das Gymnasium in Wesel unter Direktor Ludwig Bischoff. 1844 schrieb er sich an der Universität Bonn ein. Dort studierte er vier Semester Naturwissenschaften und Mathematik, anschließend wechselte er für sechs weitere Semester nach Berlin. Nach der Lehramtsprüfung und einem Probejahr am Gymnasium Paulinum in Münster war er dort als Hilfslehrer, später als ordentlicher Lehrer und Oberlehrer tätig. Ab 1862 war er gleichzeitig außerordentlicher –  ab 1875 ordentlicher – Professor für Geognosie und Mineralogie in Münster. 1879/80 war er Rektor der Universität Münster.
Er war Mitglied der Gesellschaft Deutscher Naturforscher und Ärzte,

## Schriften
- De gammari speciebus, quae nostris in aquis reperiuntur. Lechner, Bonn 1850 (Bonn, Univ., Phil. Diss., 1850).
- Beiträge zur Geognosie Westfalens: Die in der Westfälischen Kreideformation vorkommenden Pflanzenreste. Aschendorff, Münster 1869.
- Beiträge zur Kenntniß der diluvialen und alluvialen Bildungen der Ebene des Münster'schen Beckens. In: Jahresbericht über das Königliche Paulinische Gymnasium zu Münster, Bd. 52 (1870/71), S. 3–27.
- Antrittsrede bei Uebernahme des Rektorats der Königlichen Akademie zu Münster am 15. October 1879, Münster 1879.